# Anepitacta scrofina
Anepitacta scrofina är en insektsart som beskrevs av Max Beier 1965. Anepitacta scrofina ingår i släktet Anepitacta och familjen vårtbitare. Inga underarter finns listade i Catalogue of Life.